# بروكتور (فيرمونت)
بروكتور (بالإنجليزية: Proctor, Vermont)‏ هي بلدة تقع بولاية فيرمونت في الولايات المتحدة. تبلغ مساحتها 19.7 (كم²)، وترتفع عن سطح البحر 147 م، بلغ عدد سكانها 1741 نسمة في عام 2010 حسب إحصاء مكتب تعداد الولايات المتحدة .

## أعلام
- توماس إي. درو
- برنارد جوزيف فلانغن
- روبرت فرنسيس جويس
- فرانك كرولي
- بنجامين وليامز
- إلمر بومان
- مورتيمر آر. بروكتر

## وصلات خارجية
- The US50 - Cities and Towns in Vermont State
- Vermont Cities and Towns, Facts, Map, Flag, Colleges, Government, and More